# Lophopleuropsis flavostrialis
Lophopleuropsis flavostrialis är en fjärilsart som beskrevs av Hans Georg Amsel 1956. Lophopleuropsis flavostrialis ingår i släktet Lophopleuropsis och familjen mott. Inga underarter finns listade i Catalogue of Life.